# Tor Henning Fodnesbergene
Tor Henning Fodnesbergene (1984) è un ex sciatore alpino norvegese.

## Biografia
Originario di Fagernes e attivo in gare FIS dal dicembre del 1999, in Coppa Europa Fodnesbergene esordì il 9 gennaio 2002 a Tarvisio in supergigante, senza completare la gara, ottenne il miglior piazzamento il 10 gennaio 2004 a Todtnau in slalom speciale (38º) e prese per l'ultima volta il via il 2 marzo 2005 a Madesimo nella medesima specialità, senza completare la gara. Si ritirò durante la stagione 2007-2008 e la sua ultima gara fu uno slalom speciale universitario disputato a Taos il 9 febbraio, non completato da Fodnesbergene; in carriera non esordì in Coppa del Mondo né prese parte a rassegne olimpiche o iridate.

## Palmarès

### Campionati norvegesi
- 1 medaglia:
  - 1 bronzo (slalom speciale nel 2004)